# 小松左京アニメ劇場
『小松左京アニメ劇場』（こまつさきょうアニメげきじょう）は、1989年10月18日から1990年3月29日に放送された小松左京原作による短編テレビアニメ。毎日放送（MBS）が初めて手掛けた深夜アニメでもある（関西ローカル放送）。5分1話で全24話+特別編3話。
アニメーション制作はガイナックスが手掛けた。
小松左京の小説を原作とする映画は多数あるが、アニメ化作品は本作が初めてである。

## 各話
| 話数   | 放映日         | タイトル         | コンテ   | 演出       | 作画            | 美術     |
| ------ | -------------- | ---------------- | -------- | ---------- | --------------- | -------- |
| 1      | 1989年10月18日 | SF番組           | 福本潔   | ？         | 北島信幸        | ？       |
| 2      | 1989年10月25日 | お仲間入り       | 福本潔   | ？         | 木村まさと      | ？       |
| 3      | 1989年11月1日  | 新型貯金箱       | 西森明良 | 上條修     | 上條修          | ？       |
| 4      | 1989年11月8日  | かえってきた男   | 西森明良 | 西森明良   | 数井浩子        | 武重洋二 |
| 5      | 1989年11月15日 | 故障             | 土田幸一 | 滑川悟     | 土田幸一        | 武重洋二 |
| 6      | 1989年11月22日 | 工事             | 牧野滋人 | 牧野滋人   | 後藤隆宏        | 広野覚   |
| 7      | 1989年11月29日 | 失われた宇宙船   | 牧野滋人 | 牧野滋人   | 後藤隆宏        | アップル |
| 8      | 1989年12月6日  | 胎内めぐり       | 牧野滋人 | 牧野滋人   | 後藤隆宏        | 武重洋二 |
| 9      | 1989年12月13日 | 伝説             | 西森明良 | 木村まさと | 木村まさと      | 武重洋二 |
| 10     | 1989年12月20日 | 観月譜           | 西森明良 | 上條修     | 上條修          | 広野覚   |
| 11     | 1989年12月27日 | 倒産前日         | 西森明良 | 西森明良   | 数井浩子        | アップル |
| 12     | 1990年1月4日   | 初夢             | 槌田幸一 | 滑川悟     | 槌田幸一        | アップル |
| 特別編 |                | 夏の行事         | 滑川悟   | 滑川悟     | 槌田幸一        | アップル |
| 特別編 | 星野球         | 牧野滋人         | 牧野滋人 | 反田誠二   | 武重洋二 広野覚 |          |
| 13     | 1990年1月11日  | 怪獣撃滅         | 西森明良 | 木村まさと | 木村まさと      | 武重洋二 |
| 14     | 1990年1月18日  | 地下鉄           | 西森明良 | 西森明良   | 数井浩子        | アップル |
| 15     | 1990年1月25日  | 昔の義理         | 滑川悟   | 西森明良   | 槌田幸一        | 広野覚   |
| 16     | 1990年2月1日   | 釈迦の掌         | 西森明良 | 上條修     | 上條修          | 武重洋二 |
| 17     | 1990年2月8日   | 辺境の寝床       | 横山淳一 | 横山淳一   | 横山淳一        | 広野覚   |
| 18     | 1990年2月15日  | さんぷる一号     | 槌田幸一 | 滑川悟     | 槌田幸一        | 広野覚   |
| 19     | 1990年2月22日  | 四次元ラッキョウ | 牧野滋人 | 牧野滋人   | 後藤隆宏        | 広野覚   |
| 20     | 1990年3月1日   | 空中住宅         | 横山淳一 | 横山淳一   | 横山淳一        | アップル |
| 21     | 1990年3月8日   | 運命劇場         | 岡本達也 |            | 数井浩子        | アップル |
| 22     | 1990年3月15日  | 手おくれ         | 牧野滋人 | 牧野滋人   | 後藤隆宏        | アップル |
| 23     | 1990年3月22日  | 落ちてきた男     | 西森明良 | 西森明良   | 数井浩子        | 佐々木洋 |
| 24     | 1990年3月29日  | 忘れられた土地   | 岡本達也 | 本原まさと | 本原まさと      | 武重洋二 |
| 特別編 |                | コップ一杯の戦争 | 西森明良 | 西森明良   | 阿部邦博        | 武重洋二 |

脚本は全話を山賀博之が執筆している。

## 声の出演
各話の登場人物は異なるが、まんが日本昔ばなしのように全ての登場人物を名古屋章と富田靖子が演じ分けている。

## スタッフ
- 原作 - 小松左京
- キャラクターデザイン - いしかわじゅん
- 美術監督 - 武重洋二、広野覚
- 撮影監督 - 小西一廣
- 編集 - 掛須秀一
- 音楽 - 西田正也
- 音響監督 - 本田保則
- チーフディレクター - 西森明良
- プロデューサー - 高梨実、谷紳一郎、井上博明
- 制作協力 - AIC
- 制作 - ガイナックス
- 製作 - バンダイ・毎日放送